# Легка атлетика на літніх Олімпійських іграх 2020 — естафетний біг 4×400 метрів (чоловіки)
Змагання з естафетного бігу 4×400 метрів серед чоловіків на літніх Олімпійських іграх 2020 у Токіо проходили 6-7 серпня 2021 на Японському національному стадіоні.

## Напередодні старту
На початок змагань основні рекордні результати були такими:
| WR | США Ендрю Валмон Квінсі Воттс Батч Рейнольдс Майкл Джонсон                                              | 2.54,29 | Штутгарт    | 22 серпня 1993 |
| OR | США Лашон Меррітт Енджело Тейлор Девід Невілл Джеремі Ворінер                                           | 2.55,39 | Пекін       | 23 серпня 2008 |
| WL | Аграрно-технічний університет Північної Кароліни Данієль Стоукс Рендольф Росс Акім Сірліф Тревор Стюарт | 2.59,21 | Джексонвілл | 27 травня 2021 |

## Результати

### Забіги
Умови кваліфікації до наступного раунду: перші три команди з кожного забігу (Q) та двоє найшвидших за часом з тих, які посіли у забігах місця, починаючи з третього (q).
| 1  | 1 | США                             | Тревор Стюарт          | Рендольф Росс     | Брайс Дедмон             | Вернон Норвуд         | 2.57,77 | Q SB |
| 2  | 1 | Ботсвана                        | Айзек Маквала          | Баболокі Тебе     | Зібане Нгозі             | Баяпо Ндорі           | 2.58,33 | Q AR |
| 3  | 2 | Польща                          | Даріуш Ковалюк         | Кароль Залевський | Якуб Кшевина             | Каєтан Душинський     | 2.58,55 | Q SB |
| 4  | 1 | Тринідад і Тобаго               | Деон Лендор            | Джерім Річардс    | Мачел Седеніо            | Двайт Сент-Гіллер     | 2.58,60 | Q SB |
| 5  | 1 | Італія                          | Алессандро Сібіліо     | Владімір Ачеті    | Едоардо Скотті           | Давіде Ре             | 2.58,91 | q NR |
| 6  | 1 | Нідерланди                      | Йохем Доббер           | Терренс Агард     | Тоні ван Діпен           | Ремсі Анджела         | 2.59,06 | q NR |
| 7  | 2 | Ямайка                          | Деміш Гей              | Джахіл Гайд       | Карайм Бартлі            | Нетон Аллен           | 2.59,29 | Q SB |
| 8  | 2 | Бельгія                         | Александер Дом         | Йонатан Сакур     | Ділан Борле              | Йонатан Борле         | 2.59,37 | Q SB |
| 9  | 2 | Індія                           | Мухаммед Анас Ягія     | Ноа Нірмал Том    | Арокія Раджив            | Амодж Джакоб          | 3.00,25 | AR   |
| 10 | 2 | Японія                          | Іто Рікуя              | Кавабата Кайто    | Сато Кентаро             | Судзукі Аото          | 3.00,76 | NR   |
| 11 | 2 | Франція                         | Тома Жордьє            | Муаммад Кунта     | Людовік Усені            | Жиль Бірон            | 3.00,81 | SB   |
| 12 | 2 | Південно-Африканська Республіка | Літе Піллей            | Закіті Нене       | Ранті Марвін Дікгале     | Тапело Фора           | 3.01,18 | SB   |
| 13 | 2 | Колумбія                        | Джон Алехандро Перласа | Дієго Паломеке    | Рауль Ернан Мена Педроса | Джон Александер Соліс | 3.03,20 | SB   |
| 14 | 1 | Велика Британія                 | Камерон Чалмерс        | Джозеф Брієр      | Лі Томпсон               | Майкл Огіозе          | 3.03,29 | SB   |
| 15 | 1 | Чехія                           | Патрік Шорм            | Павел Маслак      | Міхал Десенський         | Віт Мюллер            | 3.03,61 |      |
| 16 | 1 | Німеччина                       | Марвін Шлегель         | Люк Кемпбелл      | Жан Поль Бредо           | Мануель Сандерс       | 3.03,62 |      |

### Фінал

Фінальний забіг

Фінальний забіг відбувся 7 серпня 2021.
| 1 | США               | Майкл Черрі        | Майкл Норман      | Брайс Дедмон      | Рай Бенджамін      | 2.55,70 | SB |
| 2 | Нідерланди        | Лімарвін Боневасія | Терренс Агард     | Тоні ван Діпен    | Ремсі Анджела      | 2.57,18 | NR |
| 3 | Ботсвана          | Айзек Маквала      | Баболокі Тебе     | Зібане Нгозі      | Баяпо Ндорі        | 2.57,27 | AR |
| 4 | Бельгія           | Александер Дом     | Йонатан Сакур     | Ділан Борле       | Кевін Борле        | 2.57,88 | NR |
| 5 | Польща            | Даріуш Ковалюк     | Кароль Залевський | Матеуш Жезничак   | Каєтан Душинський  | 2.58,46 | SB |
| 6 | Ямайка            | Деміш Гей          | Крістофер Тейлор  | Джахіл Гайд       | Нетон Аллен        | 2.58,76 | SB |
| 7 | Італія            | Давіде Ре          | Владімір Ачеті    | Едоардо Скотті    | Алессандро Сібіліо | 2.58,81 | NR |
| 8 | Тринідад і Тобаго | Деон Лендор        | Джерім Річардс    | Двайт Сент-Гіллер | Мачел Седеніо      | 3.00,85 |    |